# Bruno Abakanowicz
Bruno Abdank-Abakanowicz (Ukmergė, 6 ottobre 1852 – Parc Saint-Maur, 29 agosto 1900) è stato un matematico, inventore ed elettrotecnico polacco-lituano.
È specialmente noto per i suoi studi sull'integrazione meccanica e per l'integrafo di Abakanowicz, strumento da lui ideato a questo scopo.

## Biografia
Abakanowicz nacque nel 1852 a Ukmergė, allora chiamata Vilkmergė, nel governatorato di Kovno che faceva parte dell'Impero Russo da quando questo aveva inglobato il Granducato di Lituania. Successivamente la regione fu inserita nella Confederazione Polacco-Lituana.
Il suo nome completo (Abdank-Abakanowicz) testimonia il fatto che poteva insignirsi dell'antico blasone Abdank, comune ad alcune famiglie della Szlachta. Dopo essersi laureato al Politecnico di Riga, a soli 23 anni ottenne l'abilitazione all'insegnamento  e l'incarico di assistente presso il Politecnico di Leopoli. Nel 1881, si trasferì in Francia dove acquistò una  grande villa a Parc St. Maur vicino a Parigi.

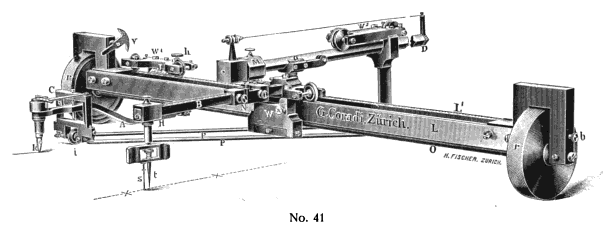
Integrafo Coradi derivato dal modello di Abakanowicz

Qui inventò l'integrafo, uno speciale strumento che, partendo dal grafico di una funzione, è in grado  di tracciare quello della sua funzione integrale.  Questo venne brevettato nel 1880 e messo in produzione dalla ditta svizzera Coradi. Tra gli altri suoi brevetti possiamo ricordare degli strumenti per tracciare parabole e spirali, la campana elettrica che usavano i treni e una lampada ad arco elettrico di sua concezione.
Abakanowicz pubblicò numerosi lavori su svariati argomenti, tra cui la statistica e gli strumenti di integrazione. In particolare, divenne molto noto quello che descriveva il suo integrafo. 
Egli fu anche consulente del governo francese per i lavori di elettrificazione del Paese. In particolare diresse i lavori per la costruzione di una rete elettrica in diverse città, tra cui Lione. I suoi brevetti gli permisero di raggiungere una solida posizione economica e di conseguire importanti onorificenze, tra cui la Legione d'onore nel 1889.
In questi anni si ritirò a vivere in una piccola isola vicino a Trégastel, in Bretagna, dove tra il 1892 e il 1896 edificò il maniero neogotico di Costaérès. Benché la costruzione non fosse terminata prima della sua morte, il castello divenne un punto di riferimento per gli intellettuali polacchi emigrati in Francia. Vi ospitò molti famosi artisti, scienziati e politici. Tra i più assidui ospiti di Abakanowicz c'erano Aleksander Gierymski, Władysław Mickiewicz, Leon Wyczółkowski e Henryk Sienkiewicz. Quest'ultimo era il migliore amico di Abakanowicz. Alcuni dei suoi romanzi vennero terminati nella villa di Abakanowicz a Parc St. Maur. Mentre Quo Vadis?, che gli valse il premio Nobel, venne scritto interamente nel maniero di Costaérès.
Bruno Abakanowicz morì improvvisamente il 29 agosto 1900. Nel suo testamento nominò Sienkiewicz tutore dell'unica figlia Zofia che, dopo essersi laureata alla London School of Economics e alla Sorbona, venne uccisa nel campo di concentramento di Auschwitz durante la seconda guerra mondiale.

## Nazionalità
La nazionalità di Abakanowicz non è definita univocamente. Egli nacque in un territorio che  apparteneva all'impero russo. Quindi alcuni documenti lo qualificano come russo. Successivamente, la Lituania si unì alla Polonia nella Confederazione Polacco-Lituana e, dopo varie vicende, ora è indipendente. Quindi molti autori lo definiscono lituano. Altri lo considerano polacco perché iniziò la sua carriera accademica in Polonia, era amico di molte personalità polacche e parlava fluentemente il polacco, che usava per le sue opere letterarie. Infine, nulla vieterebbe di considerarlo francese d'adozione. in quanto svolse in Francia gran parte della propria attività.

## Pubblicazioni
- Les intégraphes. La courbe intégrale et ses applications (PDF) (archiviato dall'url originale il 4 ottobre 2011)., Paris, Gauthier-Villars, 1886.  sunto.